# 贝弗莉·麦克唐纳
贝弗莉·麦克唐纳（英語：Beverly McDonald，1970年2月15日—），牙买加女子田径运动员。她曾代表牙买加参加1996年、2000年和2004年夏季奥林匹克运动会田径比赛，获得一枚金牌、一枚银牌和一枚铜牌。